# Saqueo

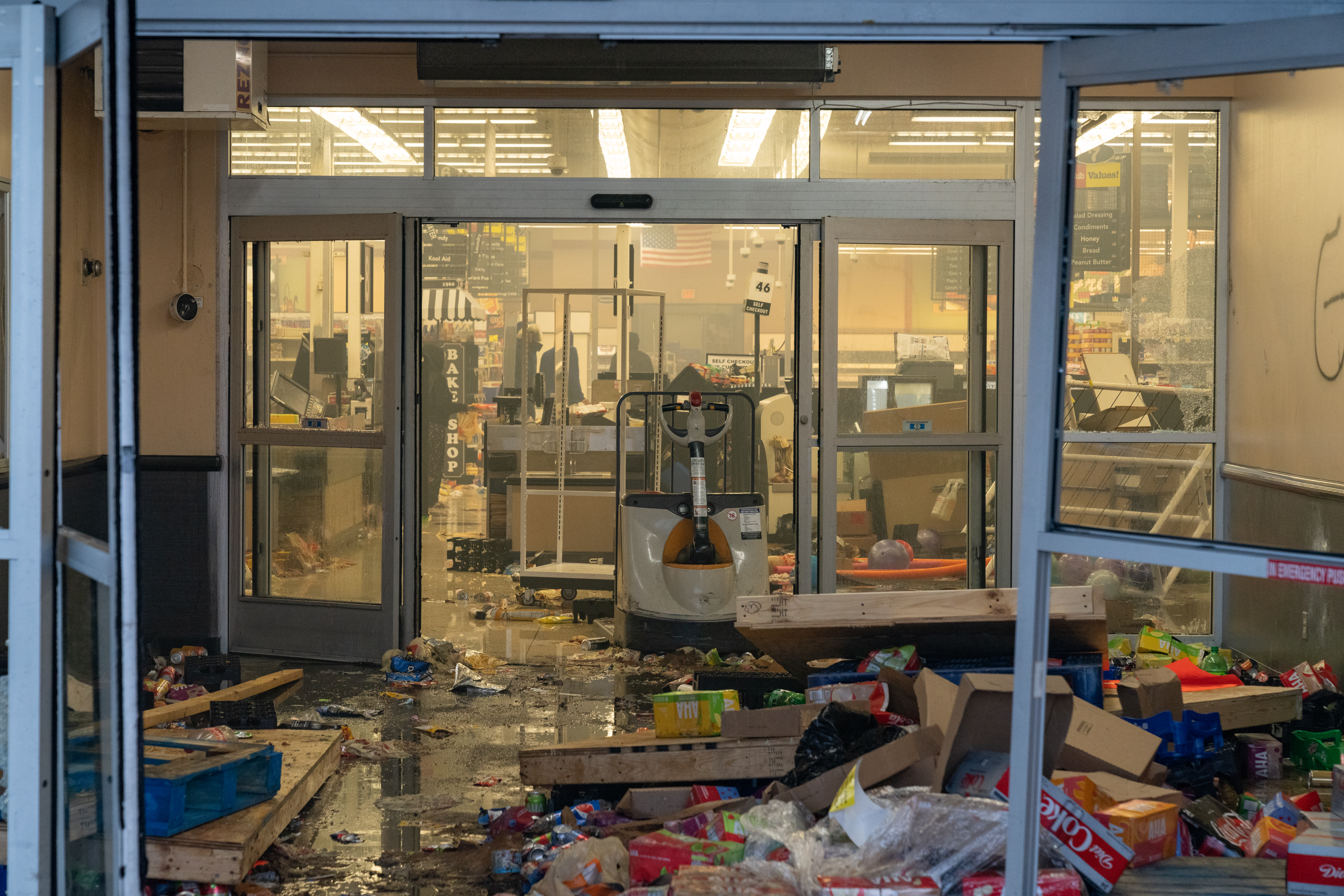
Interior de un local en Minneapolis, Estados Unidos después de haber sido saqueado en el contexto de las protestas por la muerte de George Floyd.

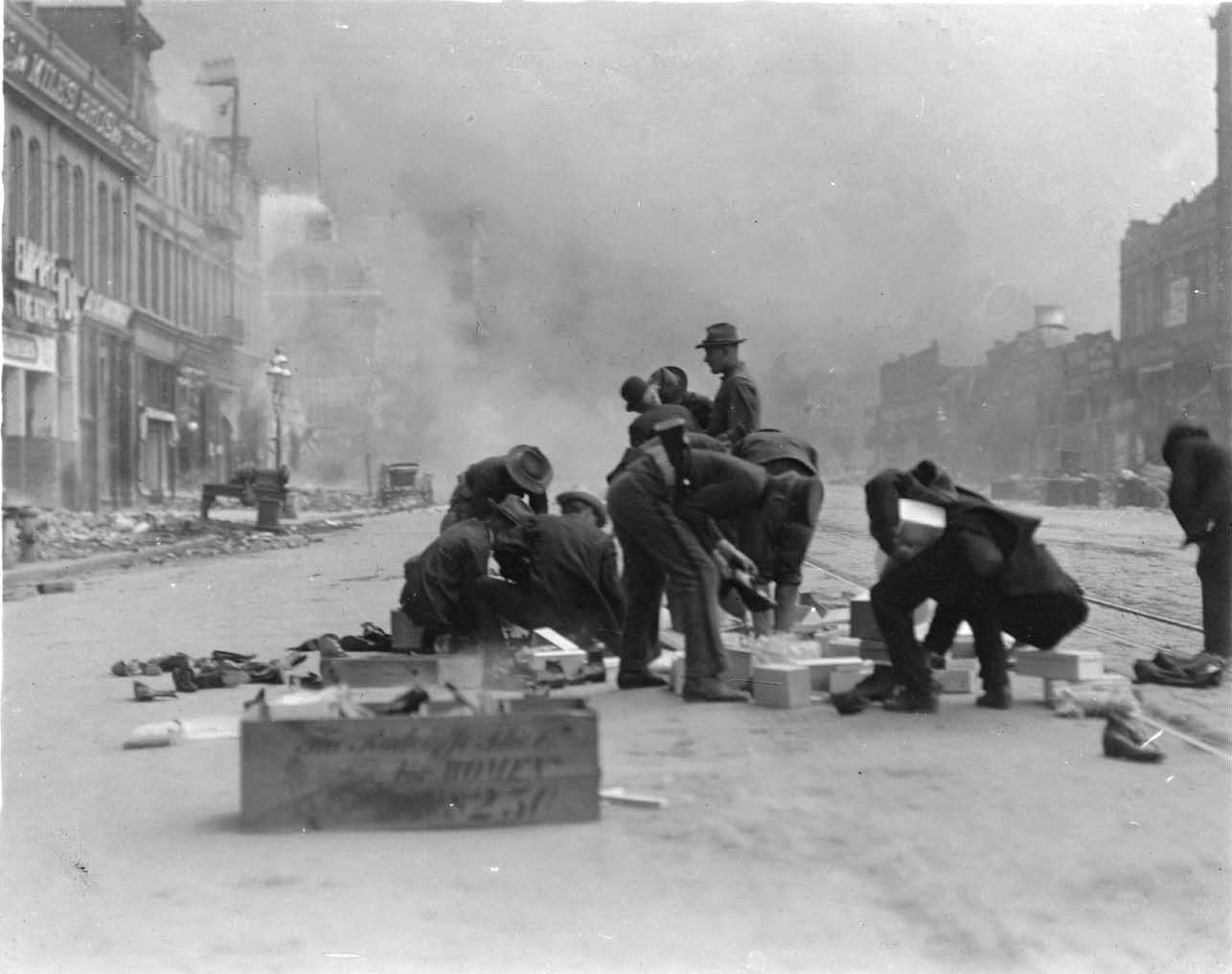
Saqueo tras el terremoto de San Francisco, California, Estados Unidos, en 1906.

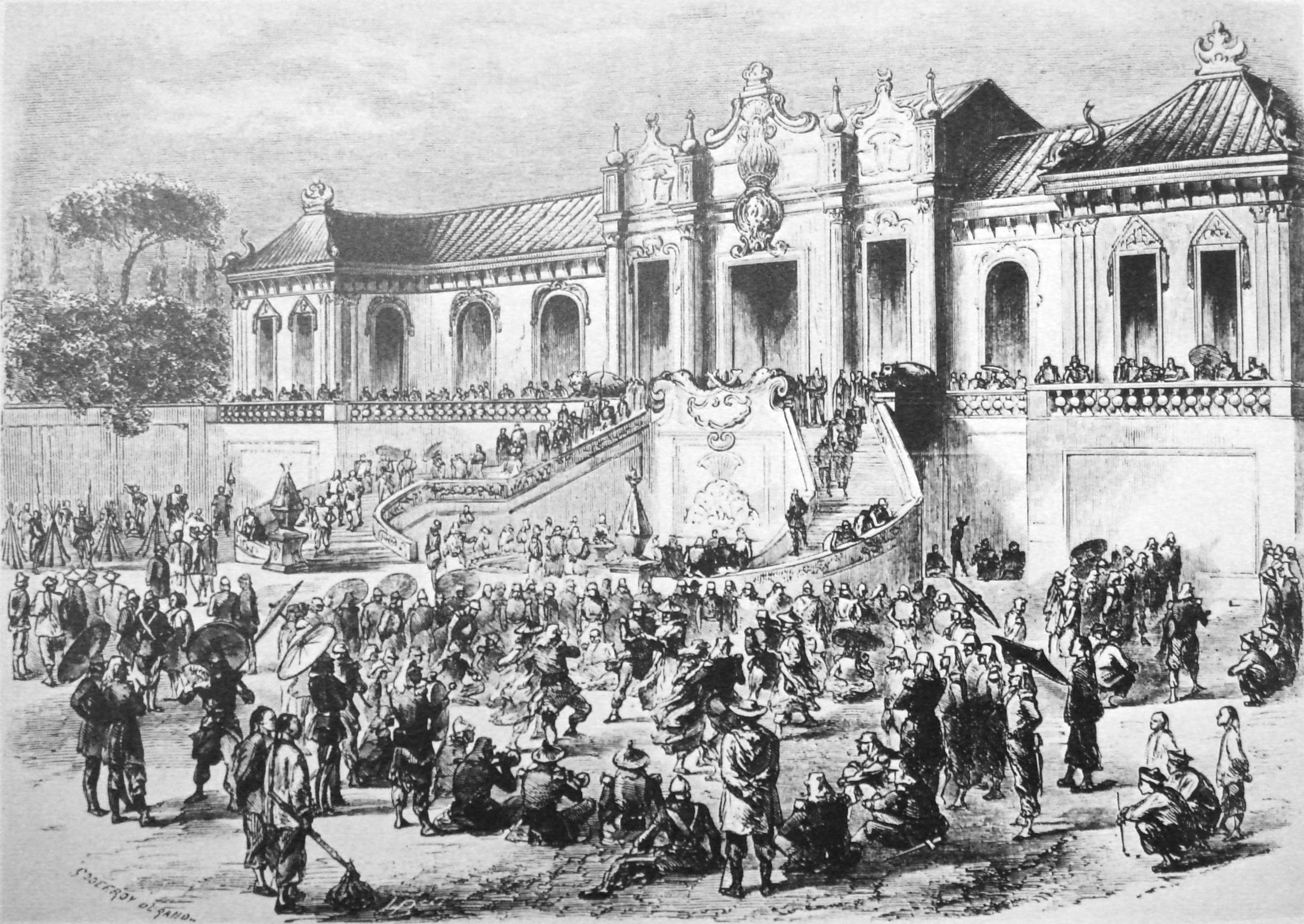
Saqueo del Palacio Imperial de Pekín por los ejércitos inglés y francés durante la segunda guerra del Opio (1856-1860).

El saqueo, también llamado pillaje, es la toma o el apoderamiento ilegítimo e indiscriminado de bienes ajenos: por la fuerza, como parte de una victoria política o militar; en el transcurso de una catástrofe o tumulto, como en una guerra, o bien pacíficamente, aprovechando el descuido o la falta de vigilancia de bienes. La palabra designaba originalmente al asalto de aldeas, pueblos y ciudades, no solamente en situación de conflicto, sino también por parte de los mismos miembros de la comunidad. Por saqueo o expolio arqueológico y artístico, por otra parte, se entendía bien el reparto del patrimonio artístico y cultural del clero católico llevado a cabo durante las desamortizaciones del siglo XIX o bien el saqueo de los yacimientos arqueológicos por parte de profesionales con fines de lucro o por inexpertos coleccionistas de mercancías llegadas a la costa en los naufragios.

## Historia

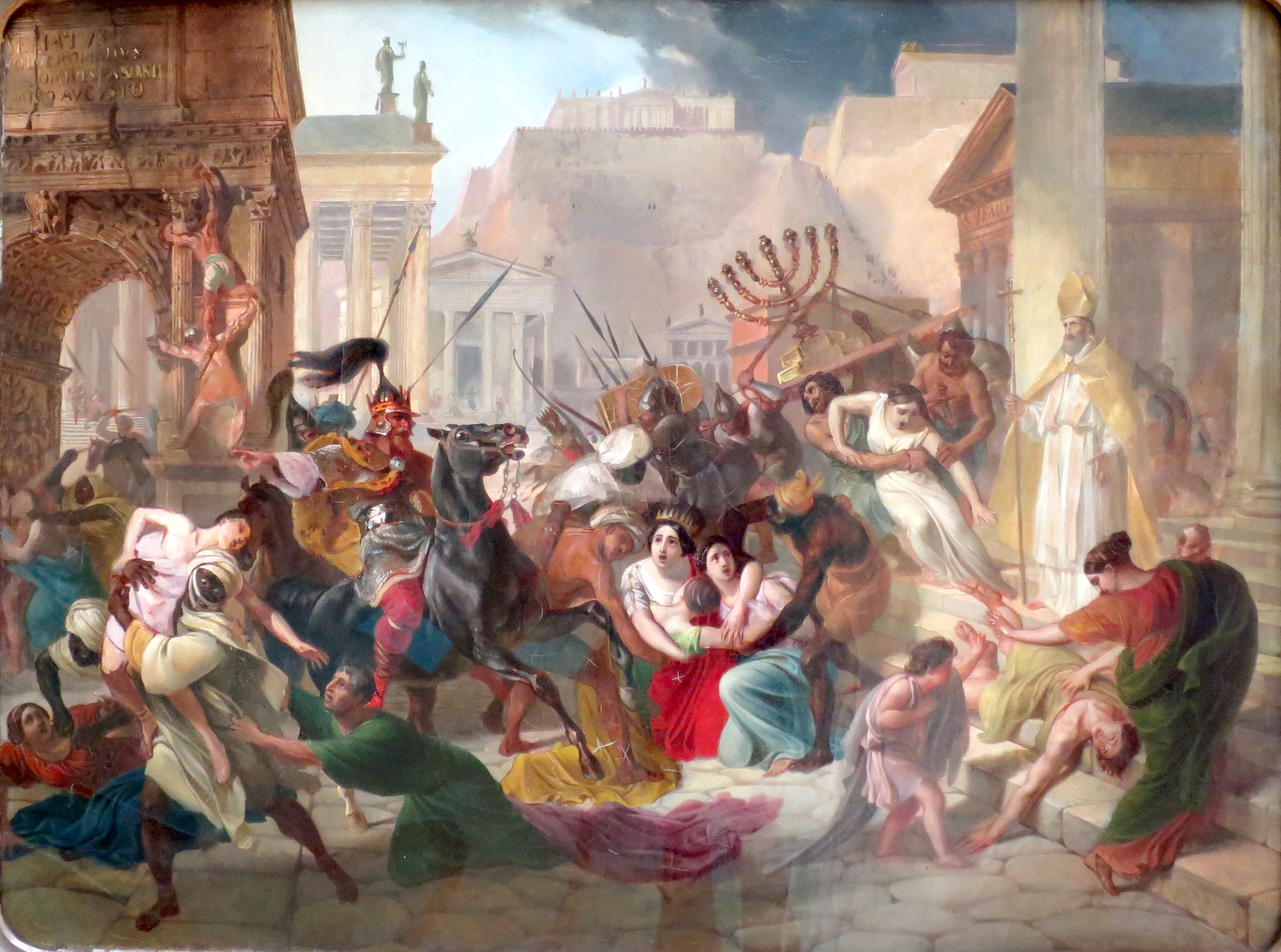
Saqueo de Roma por los vándalos en 455.

Algunos pueblos de la Antigüedad se dedicaban al pillaje, como es el caso de los fenicios (quienes se dedicaban también a la piratería) y los vikingos.

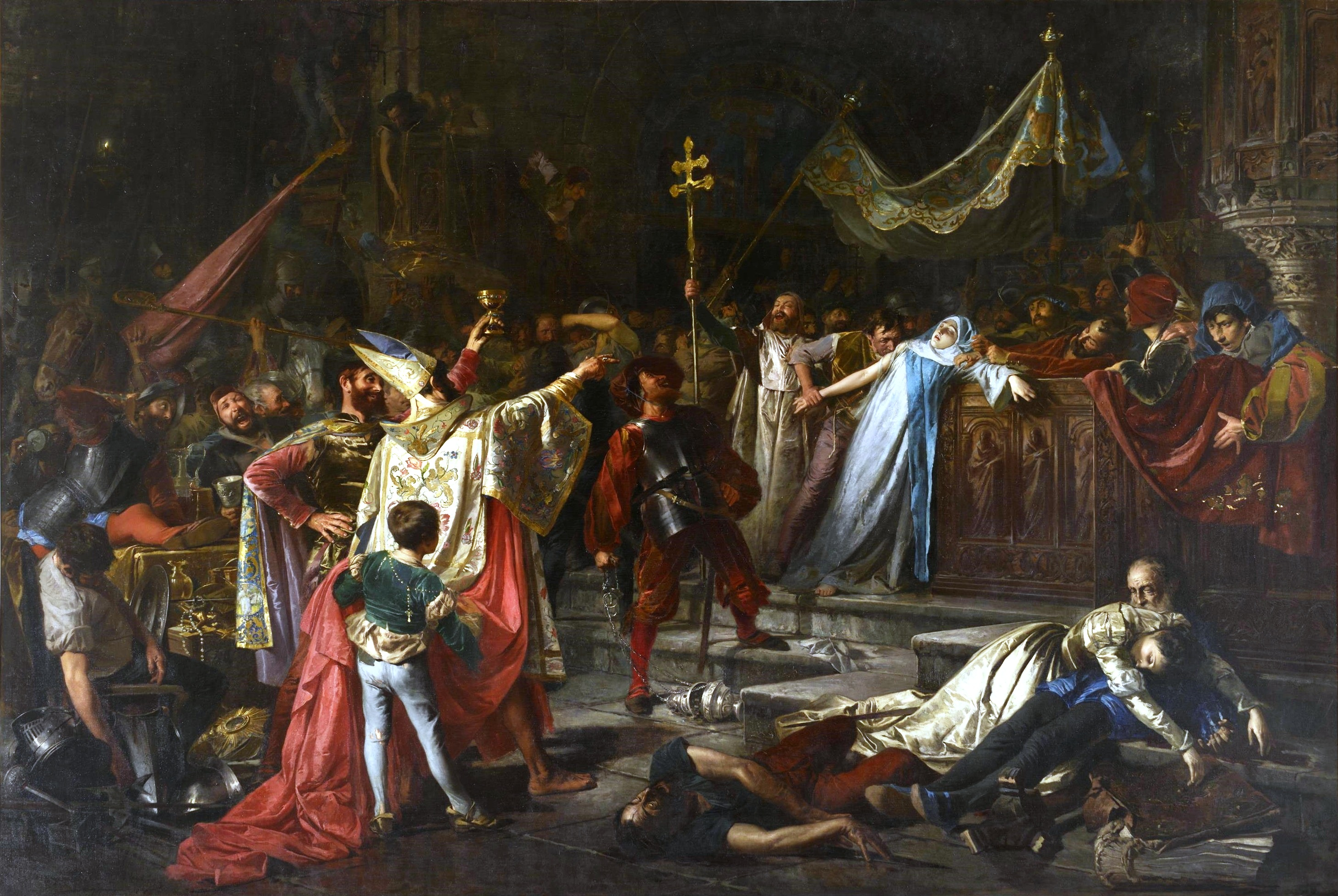
Saqueo de Roma por las tropas del emperador Carlos V (1527), en una obra de Francisco Javier Amérigo y Aparici. 1887. (Museo del Prado, Madrid).

El pillaje estaba autorizado por las leyes militares romanas. Se permitía una vez dada la señal, que consistía en levantar como estandarte una lanza enrojecida en sangre. Durante la Edad Media se consideró lícito el pillaje hasta que en 1590 el rey de Francia Enrique IV prohibió que el saqueo de las ciudades durase más de 24 horas. Con todo, se conservó el pillaje en las colonias europeas de África con el nombre de razzias, so pretexto de que es una de las formas necesarias de la guerra en las condiciones en que allí se verificó.

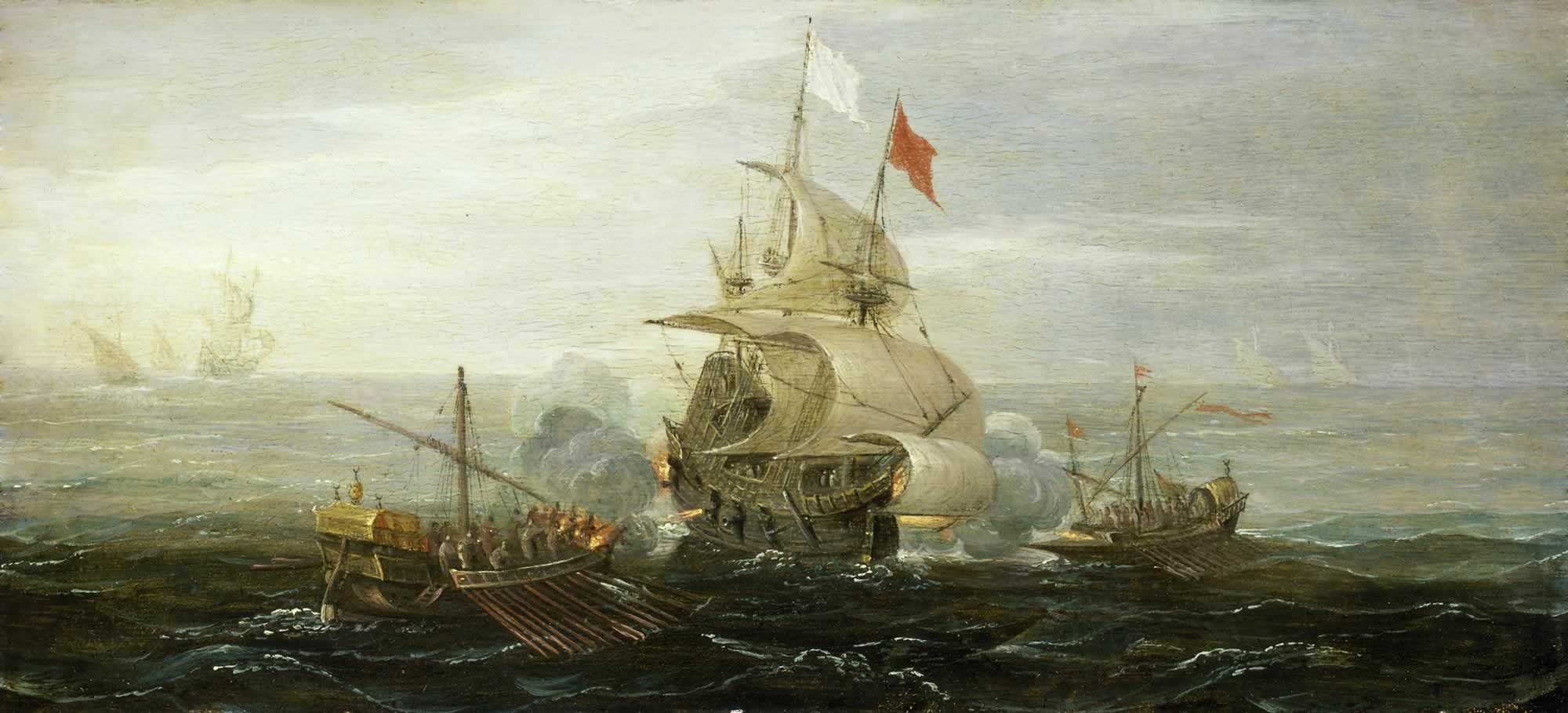
Embarcación francesa siendo abordada por piratas, en una obra del siglo XVII.

El saqueo de los bienes a los pueblos conquistados se acrecentó durante las guerras napoleónicas. Napoleón comenzó su saqueo del patrimonio artístico en Bélgica y Holanda en 1794, con la excusa de crear el Museo Napoleón, como símbolo de poder y cultura, el que posteriormente se convertiría en el museo del Louvre. Le siguió el expolio de Italia en 1796 y del norte de África durante las campañas en Egipto de 1798 a 1801. Fue especialmente crudo el expolio napoleónico en España, donde se saquearon conventos, iglesias, fortalezas y cualquier edificio que pudiera contener piezas de valor durante la ocupación francesa del país (1808-1814). Esto provocó una dispersión del arte español que aún hoy perdura.

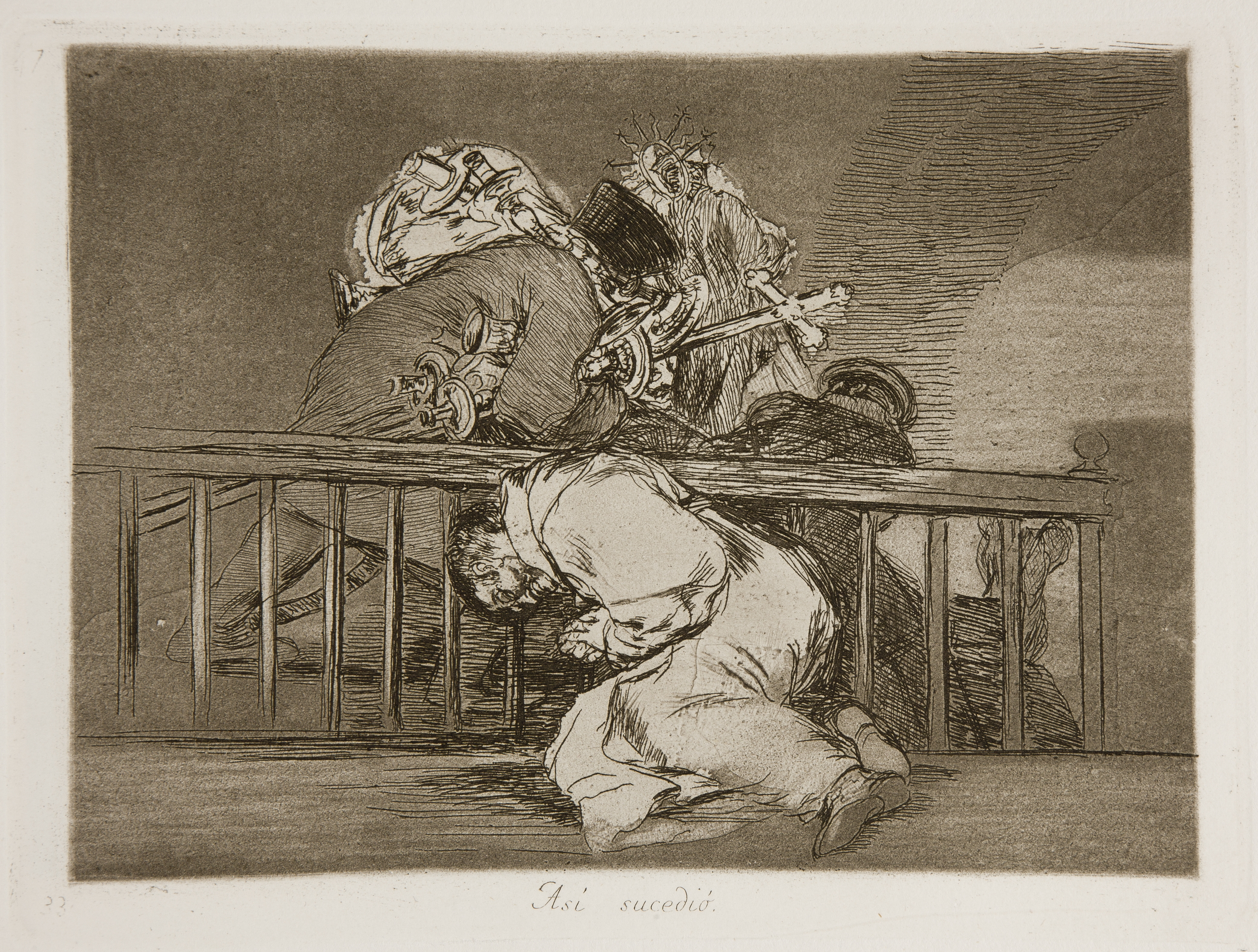
Así sucedió, uno de los grabados de Francisco de Goya para la serie Los desastres de la guerra, que muestra a unos soldados franceses expoliando reliquias y objetos litúrgicos del interior de un edificio religioso durante la invasión francesa de España (1808-1814).

A lo largo del siglo XX, se produjeron saqueos por motivos ideológicos, como ataques a iglesias, sinagogas o locales políticos. En el contexto de la Primera y Segunda Guerra Mundial, el pillaje se extendió por las regiones ocupadas, y muchos bienes fueron sustraídos y tomados como botín de guerra.

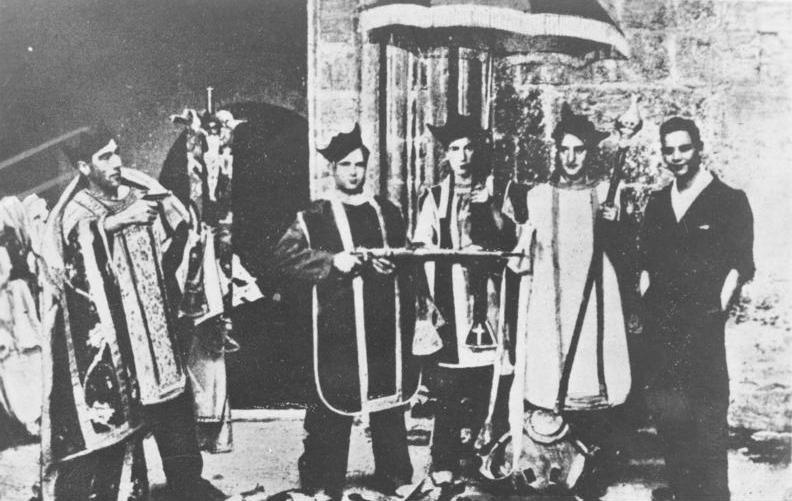
Milicianos anarquistas tras haber saqueado una iglesia en Madrid durante la Guerra Civil Española (1936-1939).

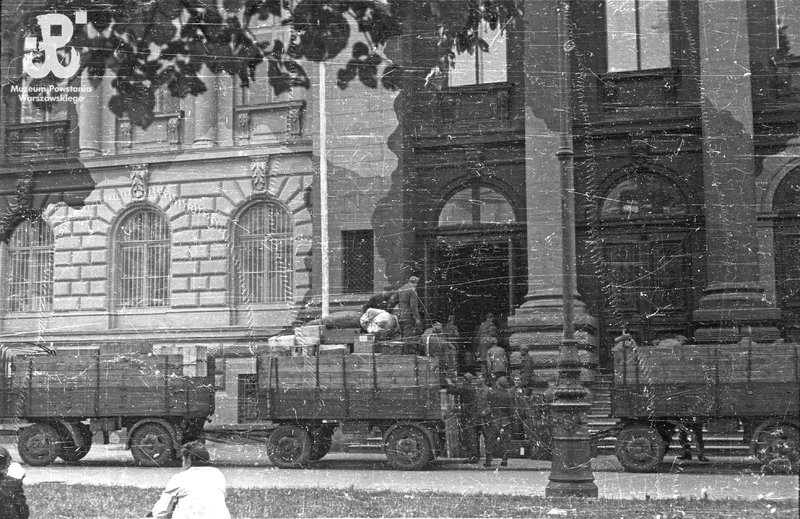
Unidades alemanas cargan bienes saqueados en Żachta, durante la Ocupación Nazi de Polonia (1939-1945).

Con los acuerdos vertidos en las Convenciones de Ginebra en 1949, se considera un crimen tomar o destruir propiedad privada durante una ocupación, a menos que sea "absolutamente necesario".

### Conflictos modernos
A pesar de las prohibiciones internacionales contra la práctica del saqueo, la facilidad con la que se puede realizar significa que sigue siendo relativamente común, particularmente durante los estallidos de disturbios civiles en los que las reglas de la guerra pueden no aplicarse aún. La Revolución egipcia de 2011, por ejemplo, provocó un aumento significativo en el saqueo de antigüedades de sitios arqueológicos en Egipto, ya que el gobierno perdió la capacidad de proteger los sitios.

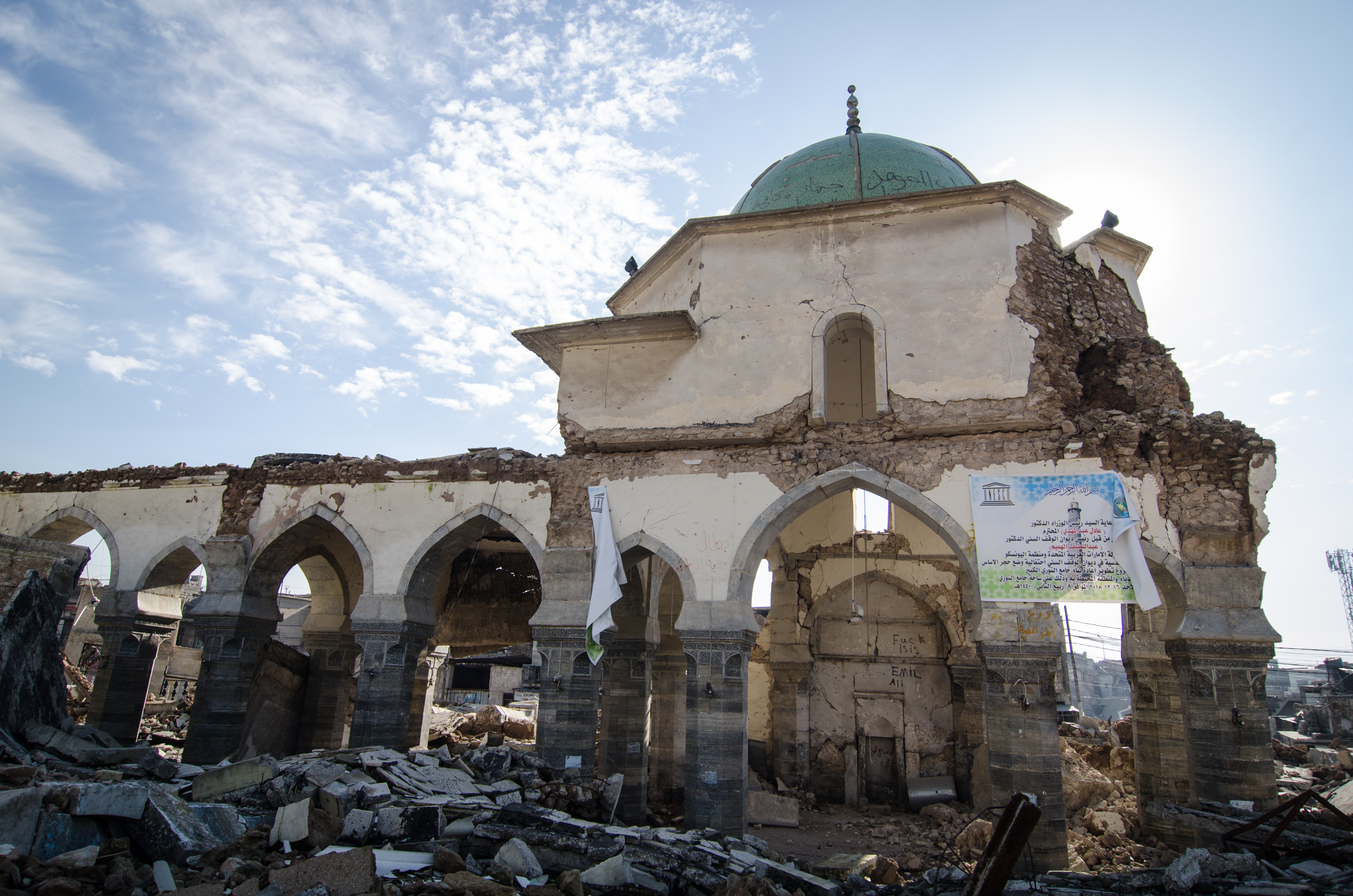
Restos de la Gran Mezquita de al-Nuri, en Mosul (Irak) tras ser saqueada y destruida por Estado Islámico en 2017, en el contexto de la Guerra de Irak (2014-2017).

Otros actos de saqueo moderno, como el saqueo y la destrucción de artefactos del Museo Nacional de Irak por parte de militantes del Estado Islámico, pueden usarse como una manera fácil de expresar desprecio por el concepto de reglas de guerra en general.
En el caso de un cambio repentino en el gobierno de un país o región, puede resultar difícil determinar qué constituye saqueo en lugar de que un nuevo gobierno tome la custodia de la propiedad en cuestión. Esto puede resultar especialmente difícil si el nuevo gobierno solo es reconocido parcialmente en el momento en que se traslada la propiedad, como fue el caso durante la ofensiva talibana de 2021, durante la cual se recuperaron una serie de artefactos y una gran cantidad de propiedades de exfuncionarios del gobierno que habían huido. El país cayó en manos de los talibanes antes de que fueran reconocidos como el gobierno legítimo de Afganistán por otros países. Los talibanes han defendido que el gobierno legítimo de Afganistán tiene derecho a seguir saqueando e incendiando casas y pueblos civiles.

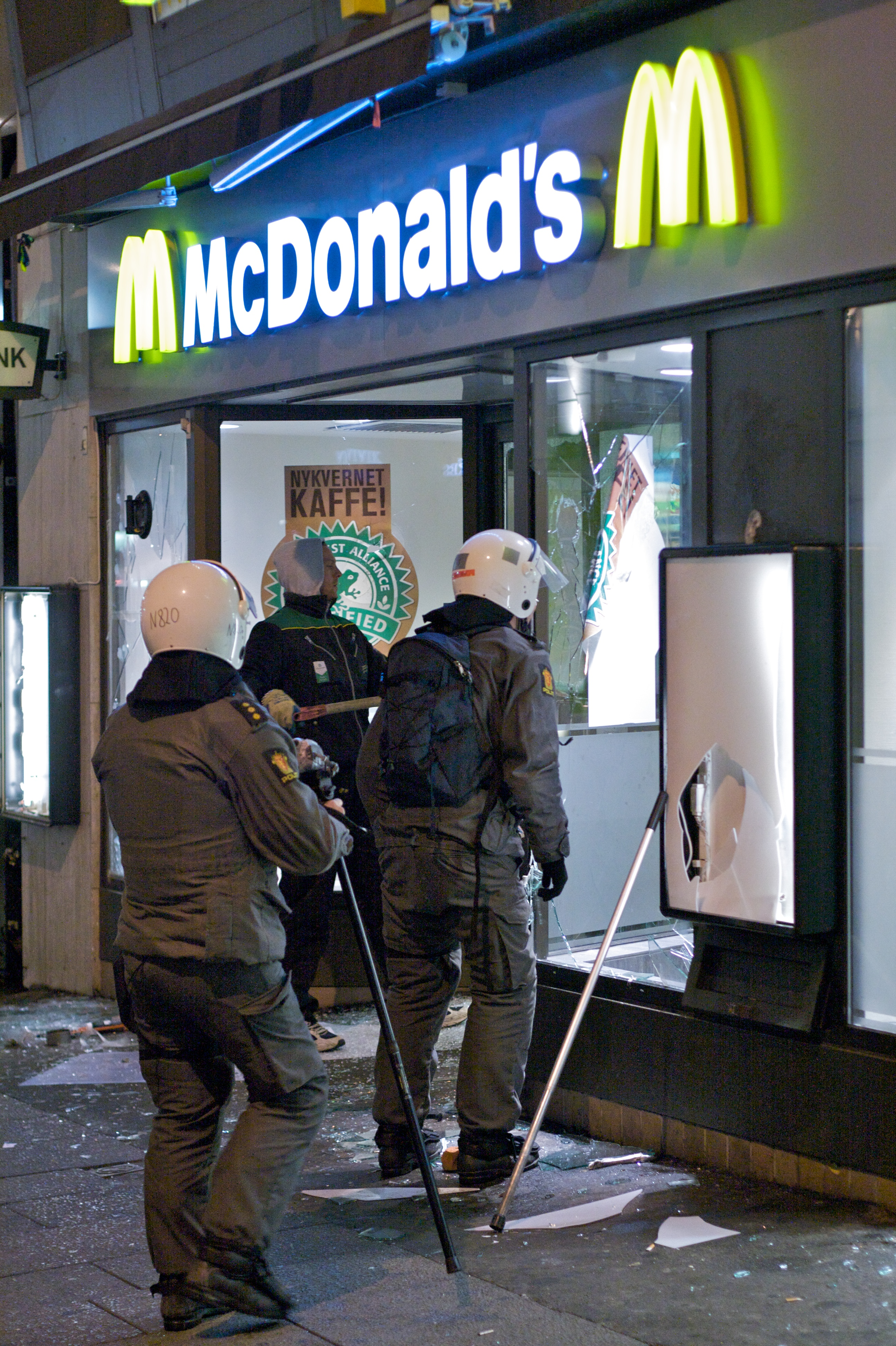
Agentes policiales inspeccionan un restaurante McDonald's asaltado durante los disturbios en Oslo, Noruega, en 2009.

El saqueo también puede ser común en casos en los que los disturbios civiles están contenidos en gran medida dentro de las fronteras de un país o durante tiempos de paz. Los disturbios a raíz de las protestas por la muerte de George Floyd de 2020 en numerosas ciudades estadounidenses provocaron un aumento de los saqueos, ya que los saqueadores se aprovecharon de la delicada situación política y los disturbios civiles que rodearon los propios disturbios.